# Asa Germann
Asa Germann (né le 27 décembre 1997 à Los Angeles, en Californie) est un acteur américain de cinéma et de télévision.

## Biographie
Asa Germann commence sa carrière sur scène à Los Angeles, se produisant dans des productions telles que Suburbia, This is Our Youth, Orphans et The Red Coat.
À l'écran, il apparaît dans Monstre et Caviar . Il est également apparu dans le court métrage Two Little Boys de 2020 réalisé par Farbod Khoshtinat.
En mai 2022, il est sélectionné pour incarner Sam dans la série de super-héros Gen V aux côtés de Jaz Sinclair et Maddie Phillips,. Il a suivi une formation approfondie en cascade pour acquérir le physique requis pour le rôle. Lors de la production de la première saison, il s'est cassé le bras. Il reprend ce rôle dans la quatrième saison de The Boys et la deuxième saison de Gen V.

## Vie privée
Asa Germann est le fils des acteurs Christine Mourad et Greg Germann, qui ont joué des rôles principaux dans des séries telles que Ally McBeal et Grey's Anatomy.

## Filmographie

### Cinéma
- 2020 : Two little boys (court métrage) de Farbod Khoshtinat : Tyler
- 2021 : Caviar (court métrage) de Matt Farren : Asa
- 2026 : Scream 7 de Kevin Williamson

### Télévision

#### Séries télévisées
- 2022 : Monstre : L'Histoire de Jeffrey Dahmer : le joggeur blond
- Depuis 2023 : Gen V : Sam Riordan
- Depuis 2024 : The Boys : Sam Riordan